# Нумерс
Нумерс (швед. von Numers) — шведско-финляндский дворянский род.

## История
Род фон Нумерсов произошёл от уроженца Любека Лоренца Нумерса, который в XVII веке был бургомистром Нарвы; 20 августа 1653 года ему было пожаловано дворянское достоинство; 30 января 1818 года род был внесён в матрикул финляндского Рыцарского собрания под 50-м номером. В Швеции с 1836 года род не имеет своих представителей.
Сын Лоренца Нумерса и Маргарет (урожд. Фок) Густав Лоренц (?—1701) имел от Доротеи-Леонетты фон Кнорринг, дочери родоначальника рода Кнорринг Генриха Кнорринга (нем. Henrik Henriksson von Knorring), дочь Леонетту-Доротею (1688—09.09.1755; в замужестве Фронделл) и сына Лоренца — майора русской службы. Сыновья Лоренца, Густав (1715—1780) и Иван (1711—1784) Петровичи, были генералами русской императорской армии. Из потомства Густава Петровича известность получили сын Карл-Иоганн (1757—1822) и внук Виктор Фёдорович (1807—1860/1861) — библиотекарь и хранитель монет в Эрмитаже; действительный статский советник.
также
- Хедвига Констанция Фредрика фон Нумерс[фин.] (1830—1863), урождённая Эренстам — шведская писательница.
- Густав Адольф фон Нумерс[фин.] (1848—1913) — финляндский писатель.
- Густав фон Нумерс[фин.] (1912—1978) — выдающийся геральдист и геральдический художник.

## Описание герба
В лазоревом щите — «морской человек» естественного цвета с серебряным хвостом (мужской аналог русалки), держащий в руке три серебряные розы на зелёном стебле. На щите дворянский коронованный шлем. Нашлемник: рассечённый лазоревый и червлёный лёт с такими же розами на стебле, как в щите, между крыльями. Намёт на щите справа — червлёный и лазоревый, слева — лазоревый и червлёный, подложенный серебром.